# Louise Kwong
Louise Kwong (* 5. Januar 1995) ist eine kanadische Tennisspielerin.

## Karriere
Kwong spielt vor allem auf der ITF Women’s World Tennis Tour, wo sie bislang sechs Titel im Doppel gewinnen konnte.
Ihr Debüt auf der WTA Tour gab sie mit einer Wildcard bei der Qualifikation zum Rogers Cup 2019.

## Turniersiege

### Doppel
| Nr. | Datum            | Turnier             | Kategorie | Belag     | Partnerin         | Finalgegnerinnen                             | Ergebnis         |
| --- | ---------------- | ------------------- | --------- | --------- | ----------------- | -------------------------------------------- | ---------------- |
| 1.  | 13. April 2019   | Scharm asch-Schaich | ITF W15   | Hartplatz | Nadja Gilchrist   | Marcelina Podlińska Stefania Rogozińska Dzik | 6:1, 6:1         |
| 2.  | 1. Oktober 2022  | Cancún              | ITF W15   | Hartplatz | Anna Ulyashchenko | Jessica Hinojosa Gómez Kaitlin Quevedo       | 6:4, 6:4         |
| 3.  | 25. März 2023    | Scharm asch-Schaich | ITF W15   | Hartplatz | Anna Ulyashchenko | Mei Hasegawa Wu Ho-ching                     | 3:6, 6:1, [10:5] |
| 4.  | 13. Mai 2023     | Monastir            | ITF W15   | Hartplatz | Anna Ulyashchenko | Salma Drugdová Katarína Kužmová              | kampflos         |
| 5.  | 3. Juni 2023     | Monastir            | ITF W15   | Hartplatz | Anna Ulyashchenko | Noelia Bouzo Zanotti Alisha Reayer           | 4:6, 6:2, [10:5] |
| 6.  | 17. Februar 2024 | Manacor             | ITF W15   | Hartplatz | Anna Ulyashchenko | Patricija Paukštytė Laïa Petretic            | 6:1, 6:4         |